# Sjevernoasmatski jezik
Sjevernoasmatski jezik (ISO 639-3: nks; isto i Keenok), jedan od šest asmatskih jezika, šira skupina asmat-kamoro, s Nove Gvineje u Indoneziji. Govori ga oko 1 000 ljudi (1991 SIL) na području regencije Merauke.

## Vanjske poveznice
- Ethnologue (14th)
- Ethnologue (15th)
- The Asmat, North Language